# 威塞克斯王國
威塞克斯王國，或意譯為西撒克遜王國，是中世紀英格蘭七國時代位於大不列颠南部的一個盎格魯撒克遜王国。於公元519年建國，直到927年國王埃塞尔斯坦统一英格蘭地區建立英格蘭王國為止。
根據盎格魯撒克遜傳說，威塞克斯王國是由彻迪克與金里克所建。威塞克斯王國的歷史紀錄主要來自《盎格鲁撒克逊编年史》和《西撒克遜國王世系表》（West Saxon Genealogical Regnal List），這兩者的記述有時會互相衝突。威塞克斯國王琴瓦爾受洗後將基督教傳播至王國內，成為基督教王国。卡德瓦拉王征服了薩塞克斯王國、肯特王國和懷特島。他的继任者伊尼颁布了现存最古老的英格蘭法典，并建立了第二个西撒克遜主教区。隨後，王位被传给了一個家世不明的国王。
在8世纪，随着麦西亚霸权的擴張，威塞克斯王國仍保持很大程度的独立性。郡作為英格蘭的行政區劃分制度便是在此時期建立。埃格伯特王征服了萨里、薩塞克斯、肯特、埃塞克斯和麦西亚王國，以及部分頓諾尼亞王國的領土，並获得了諾森布里亞王國的宗主權。然而，麦西亚于830年恢复獨立。埃格伯特的继任者埃塞尔伍尔夫统治期间，一支丹人入侵者來到泰晤士河口，但遭到击败。埃塞尔伍尔夫的儿子埃塞尔博尔德計畫篡夺王位，他將王國分為東西兩部分以避免战争。埃塞尔博尔德死後王國重歸統一，由年紀最小的阿尔弗雷德繼承。
威塞克斯王國在871年被丹人入侵，阿尔弗雷德用錢賄賂他們離開，但之後又數次捲土重來。878年丹人迫使阿尔弗雷德逃往萨默塞特，但阿爾弗雷德在埃丁頓戰役一舉擊潰丹人入侵者，因而獲得「大帝」（The Great）的稱號。在他的统治期间，阿尔弗雷德颁布了新的法典，邀請学者進入宫廷，并将资金用于建造船只、组织军队和建立城塞系統。阿尔弗雷德的儿子長者愛德華从丹人手中奪回了密德蘭東部和東盎格利亞，并于918年废黜外甥女、麦西亚女领主埃尔夫温并夺取了麦西亚的统治权。爱德华的儿子埃塞尔斯坦于927年征服諾森布里亞王國，在歷史上首次統一整個英格蘭地區。1016年征服英格兰的克努特大帝创建了富裕而强大的威塞克斯伯國，但在1066年哈罗德·戈德温森将伯國重新併入英格蘭王國，威塞克斯王國消逝於歷史中。

## 历史

### 史前到羅馬統治時期
从新石器时代开始，未來的威塞克斯領土就被一條名為哈洛道的古道貫穿。這條路大約從今日康沃爾郡的馬拉扎恩出發直到英吉利海峽沿岸的多佛附近，可能作為古代錫礦貿易路線使用。
新石器時代晚期，索尔兹伯里平原上建造了埃夫伯里和巨石阵等仪式地，但巨石阵的最后阶段是由青铜时代中期的「威塞克斯文化」完成（約在公元前1600年至1200年間）。该地区还有遺留许多新石器时代和青铜器早期的工程和的石碑。然而這個地區在該時代卻几乎没有人类居住的考古证据。直到铁器时代，凯尔特部落中的杜罗特里吉人，阿特雷巴特人，貝爾蓋人及多布尼人才佔據了這塊土地。
羅馬征服不列顛後，从公元1世纪起，威塞克斯各地修建许多附有農園的羅馬別墅。並建立如多切斯特和温彻斯特等重要城市（英語字尾-chester源自拉丁语的castra，意為「军营」）。羅馬不列顛人修建了另一条貫穿威塞克斯的主要道路，从埃克塞特向东穿过多切斯特，再經過温彻斯特和西尔切斯特，最後到達伦敦。
4世纪中叶，皮克特人、蘇格蘭人、阿塔科蒂人、法兰克人以及撒克遜人对羅馬不列顛的掠奪行動越来越多。367年，这些部落同时从北部、西部和东部入侵不列颠。傳聞入侵者击败大部分的罗马军队，並從中招降許多人。368年底，罗马将军老狄奧多西烏斯收复了大部分地区。在380年到381年間羅馬將軍馬格努斯·馬格西穆斯又击败了更多來襲的掠奪者，然而罗马帝国的内亂也越來越嚴重。383年到384年間，馬格西穆斯背叛格拉提安皇帝，他将大部分驻军从不列颠带到高卢，在那被封為羅馬西方的奥古斯都，统治不列颠、高卢、西班牙和阿非利加。388年馬格西穆斯去世后，罗马在不列颠的权威再次衰落。在390年代后期，斯提里科嘗試對皮克特人發動戰爭奪回控制權，然而又因401年，斯提里科將軍隊調回歐陸對抗哥特人而失敗，随后的两名羅馬不列颠统治者被谋杀。407年，在不列颠的罗马军官君士坦丁三世宣布自己是西方的奥古斯都，带領罗马军队前往高卢。410年，当不列顛的羅馬官员向霍諾留皇帝请求军事援助时，他要不列顛人自食其力。此後羅馬不列顛的经济衰退，羅馬貨幣停止流通，帝國物資也停止進口。

### 撒克遜人定居
根據《盎格鲁-撒克逊编年史》，威塞克斯王國的建國者徹迪克和他的儿子金里克在495年從漢普郡南部登陸，並在508年殺死了不列顛國王納坦利奧德與其5千人軍隊。（關於此記述仍存在爭議）徹迪克在519年成為第一任威塞克斯國王，並持續與不列顛人的戰爭，不過戰爭未分出勝負，此後30年間威塞克斯停止在不列顛領土的擴張。據信由亞瑟王率領的不列顛軍隊在巴當山之戰擊潰了撒克遜軍隊，但並未記錄在編年史中。根據編年史。撒克遜人在530年征服了懷特島，短暫打破30年和平期。
534年徹迪克去世后，金里克成为威塞克斯國王，在位26年。金里克的兒子（有爭議）查烏林於581年繼承王位，此時期的歷史記載相較過去更加可靠。查烏林鎮壓了布立吞人在東北邊的零星反抗，並在577年攻佔赛伦塞斯特、格洛斯特和巴斯，重啟了30年和平期以來對西南方的擴張。
比德在英吉利教會史中稱查烏林是稱霸英格蘭南方的七位國王之一。編年史後來也將查烏林稱為布雷特瓦爾達（不列顛統治者）。查烏林後來可能被侄子切奧爾廢黜，一年後逝世。約在594年，切奧爾的弟弟切奧爾伍爾夫繼位，又在617年由基內吉爾斯繼承，然而基內吉爾斯與先王可能出生於不同家族。
《盎格鲁-撒克逊编年史》記載威塞克斯王室由來存在疑點，主要是因為王國的創建者與其後代很多人都有古布立吞語的名字，而非盎格魯撒克遜的古日耳曼語名。這可能暗示徹迪克是不列顛本地人，其家族隨時間同化為盎格魯人。同樣有古布立吞語名字的國王還有查烏林和卡德瓦拉，卡德瓦拉逝於689年，是最後一位擁有古布立吞語名字的威塞克斯國王。

### 皈依基督教和麦西亚王國崛起

公元600年左右的的凯尔特和盎格魯撒克遜王国

威塞克斯歷史上第一個可以較為明確追溯年份的事件是在630年代末或640年，比里努斯為基內吉爾斯受洗為基督徒，這是威塞克斯第一位改信基督教的國王。比里努斯隨後被任命為威塞克斯主教，成立多切斯特主教區。基內吉爾斯的繼承人琴瓦爾於642年即位，即位時他仍是異教徒，但在數年後也受洗為基督徒。基內吉爾斯的教父是諾森布里亞國王奥斯瓦尔德，他皈依基督教的目的可能是為了聯盟兩國對抗麥西亞國王彭達對威塞克斯的襲擊。
麥西亞王國的攻擊對威塞克斯王國的壓力日漸增大。威塞克斯王國逐漸失去泰唔士河和雅芳河以北的土地。琴瓦爾迎娶彭達的女兒但又和她離婚，致使彭達再次入侵威塞克斯並將他流放到東盎格利亞數年，并在那里皈依了基督教。回国后，琴瓦爾面临彭达的繼承人伍尔夫尔进一步的攻击，但他犧牲了布立吞人，將威塞克斯的領土擴大到萨默塞特。琴瓦爾在温彻斯特建立了第二个主教区，這裡原來是朱特人的土地，在這裡建立主教區有鞏固威塞克斯統治的意義，溫徹斯特也成為未來威塞克斯王國的核心，而多切斯特主教区不久後就因為麥西亞南侵而被放棄。
琴瓦爾在673去世後，他的遗孀塞克斯伯統治了一年的時間，其後的埃什溫是琴瓦爾另一个兄弟的后裔。据说这是威塞克斯王权传给王室的偏远分支的傳統，以保證徹迪克的男性後裔不間段，這也可能是使新王朝擁有合法性的虛假說法。埃什溫僅在位兩年便在676年傳位給琴瓦爾的直系後裔琴特溫。琴特溫因為戰勝布立吞人而聞名，但細節已不得而知。
琴特溫的继任者另一位远亲卡德瓦拉，他声称是查烏林的后裔。卡德瓦拉在位仅两年，但期間威塞克斯王國的土戲劇性地擴張，他征服了薩塞克斯王国、肯特王国和怀特岛，這可能是為了應對麥西亞王國武力霸權的反應，不過肯特王國和薩塞克斯王國沒多久就恢复独立。卡德瓦拉在688年退位並前往羅馬朝聖，他受到教宗色爾爵一世的洗礼，不久後去世。
卡德瓦拉的繼承人伊尼是威塞克斯王國在位最久的國王，統治了38年。他颁布了除肯特王国之外现存最古老的英格蘭法典，并在舍伯恩建立了第二个威塞克斯主教区，主管塞尔伍德森林以西的地区，形成劃分东西威塞克斯的边界。伊尼晚年也追隨卡德瓦拉的腳步，退位并前往罗马朝圣。随後，王位传给一系列声称是徹迪克后裔的其他国王，但他们彼此间的家世關係未明。
在8世纪，威塞克斯王國處在麥西亞霸權的陰影下，當時麦西亚王國正處權威的巔峰時期，威塞克斯國王有时也得承认麥西亞的優越地位。不過威塞克斯王國也避免像其他小王國一樣受到麥西亞王國更直接的控制。在此期间，威塞克斯继续向西推进，實際控制布利吞人的頓諾尼亞王國（今德文郡）大部分地區，不過不列顛人在此的勢力仍維持到約10世纪。由于麦西亚人征服了格洛斯特郡和牛津郡等威塞克斯早期的北部领土，泰晤士河和雅芳河现在成了威塞克斯王國的北界，而王國則以汉普郡、威尔特郡、伯克郡、多塞特郡和萨默塞特郡為其核心領土。英格蘭行政區的郡制最早就是起源於8世紀的威塞克斯王國，後來也沿用到愛爾蘭、威爾斯和蘇格蘭。

### 威塞克斯霸权和维京人劫掠
802年，威塞克斯王國的命运產生戲劇性的改變，出生自伊尼王朝旁系的埃克伯特即位，此後王位便牢牢掌握在单一的世家手中。埃克伯特统治初年，他分別在813年和825年對西威爾斯發動兩次戰爭，征服德文郡以西的布立吞人，並將塔馬河以西的部落（今康瓦爾郡）納為附庸。825年或826年，埃克伯特在埃倫頓戰役一舉擊敗麥西亞國王伯恩伍爾夫，奪下薩里、薩塞克斯、肯特和埃塞克斯，推翻了麥西亞王國的霸權。同时东盎格利亚王國也在埃克伯特的幫助下脱离麦西亚王國的控制。829年，埃克伯特征服麦西亚，放逐其国王威格拉夫，並獲得諾森布里亞國王承認霸權，埃克伯特因此被奉為不列顛統治者。然而埃克伯特的稱霸時間很短，威格拉夫在830年重新恢復麥西亞王國獨立。但威塞克斯王國也確立在英格蘭東南部的長期統治。
埃格伯特晚年见证了丹人入侵，維京海盜自835年開始頻繁对威塞克斯進行的劫掠。851年，一支據說有350艘船的龐大丹人軍隊抵達泰唔士河口。丹人擊敗麥西亞國王布里特伍爾夫後接者入侵威塞克斯，但被埃克伯特的兒子暨繼承人埃塞尔伍尔夫於阿克里亞戰役擊敗，使得丹人在英格蘭的擴張停滯十五年，但对威塞克斯的劫掠仍在持續。
855年至856年埃塞尔伍尔夫前往羅馬朝聖，他的長子埃塞尔博尔德趁父親不在僭奪王位。埃塞尔伍尔夫回國後同意將王國一分為二來避免內戰。埃塞尔伍尔夫統治新征服的西部；埃塞尔博尔德統治王國核心的東部領土。埃塞尔伍尔夫逝世後他的四個兒子依序繼承王位：埃塞尔博尔德死後他的弟弟埃塞尔伯特重新統一王國，接著是埃塞爾雷德，最後是阿爾弗雷德。這是因為幾位兄弟分別在對抗丹人時戰死，他們的兒子年紀太小無法統治王國。

### 最後的王國

9世纪後期的英格兰

865年，數名丹人領袖集結一批大軍登陸英格蘭。這支被稱為異教徒大軍的軍隊在接下來數年裡席捲了諾森布里亞王國和東盎格利亞王國。然後在871年，另一批稱為夏日大軍（the Great Summer Army）的軍隊從斯堪地那維亞抵達增援異教徒大軍。雖然埃塞尔雷德和阿尔弗雷德分別打贏其中幾場戰役，使威塞克斯王國免於被征服，但最後還是不得不賄賂他們離開。接下來數年，丹人征服了麥西亞王國，其中一些人前往諾森布里亞定居，但其餘的人又在876年返回威塞克斯。在阿爾弗雷德的有效應對下，成功在877年將丹人驅逐。但在878年冬季，丹人突襲威塞克斯並佔領王國大部分地區，阿爾弗雷德被迫前往薩默塞特的沼澤地避難。數月後，阿爾弗雷德重新集結一支軍隊，並在埃丁頓戰役中擊敗丹人，迫使他們撤回東盎格利亞。
879年，一支維京艦隊在泰唔士河口集結，他們橫渡海峽前往歐陸開啟新的戰線。維京人在歐陸上的肆虐鼓舞阿爾弗雷德保衛威塞克斯王國的決心。在随后几年間，阿尔弗雷德發動大規模改革：重組政府，強化王國防禦能力、建立艦隊、組織軍隊進行輪班防守制。阿爾弗雷德也強化跨國的堡壘市鎮體系（Burhs），使英格蘭各地重要城鎮具有防禦能力。根據10世纪留存的《堡壘清單》紀錄了33座堡壘位置和駐軍需求，这些堡垒的位置确保任何威塞克斯人可以在一天的行程範圍內找到安全處停留。這些改革使阿爾弗雷德在890年代擊退另一支龐大丹人軍隊入侵，这支军队甚至還得到定居英格蘭的丹人的帮助。
阿尔弗雷德还改革了司法部門，颁布新的法典，并主导復興学术研究和教育。他邀請来自英格兰和欧陸各地的学者來到他的宫廷，阿爾弗雷德在他们的帮助下将一系列拉丁文本翻译成英语，并精心編撰了《盎格鲁-撒克逊编年史》。由于这些努力以及威塞克斯王國在英格蘭的政治主导地位，西撒克逊方言成为盎格鲁撒克逊晚期甚至未來的古英语标准书面形式。
| 871年 | 886年 | 897年 |

丹人的征服行動摧毁了诺桑布里亚王国和东盎格利亚王国，并将麦西亚王國一分为二：丹人定居在东北部，而西南部则留给傀儡国王切奧伍爾夫。切奧伍爾夫退位後，麥西亞臣服於阿爾弗雷德之下，任命當地長老埃塞尔雷德統治，並和阿爾弗雷德之女埃塞爾弗萊德成婚。結果，阿尔弗雷德成为碩果僅存的英格蘭国王。

### 統一英格兰和威塞克斯伯國
890年代後，威塞克斯王國和盎格魯撒克遜人的麦西亚王國继续受到丹人定居者和海外掠奪者侵擾，不過由於沒有大規模的入侵行動，因此他們大多能將敵人擊退。权力的天秤一點一滴朝盎格魯撒克遜人倾斜。911年，麥西亞領主埃塞尔雷德去世，留下他的遗孀阿尔弗雷德的女儿埃塞尔弗莱德掌管麦西亚王國。阿尔弗雷德的儿子暨继任人长老爱德华，隨後併吞了伦敦、牛津與其周边地区，可能包括米德尔塞克斯、赫特福德郡、白金汉郡和牛津郡等麦西亚至威塞克斯間的土地。913年至918年间，盎格魯撒克遜人對麦西亚和东盎格利亚的丹人發動一系列攻势，将亨伯河以南的整个英格兰置于爱德华掌控之下。918年埃塞尔弗莱德去世，爱德华直接掌管麦西亚，使其失去独立性。927年，爱德华的继任者埃塞尔斯坦征服了诺森布里亞王國，在歷史上第一次将英格蘭統一於一個王國之下。威塞克斯王国自此轉變為英格兰王国。
尽管威塞克斯王國已經靠征服創造了一個大一統王國，但就像其他的王国一样，各地仍在一段時間裡維持其原來的地緣認同，周期性地出現政治爭論。埃德雷德国王於955年去世後，由於没有合法继承人，依據英格兰的繼承傳統傳位给他的侄子愛德威。957年10月，由於愛德威不受貴族與教會歡迎，导致麦西亚和诺森布里亞領主宣布效忠他的弟弟埃德加。959年，愛德威去世，整个英格兰都落入埃德加的控制之下。
1016年丹麦国王克努特征服英格兰後，他在原诺森布里亚、麦西亚和东盎格利亚王国的原址上建立伯國，並亲自管理威塞克斯。几年後，他为他的英格蘭人心腹戈德温创建了威塞克斯伯國，涵盖了泰晤士河以南的整个英格兰。在50年間，戈德溫和他的兒子哈罗德靠著富裕的威塞克斯伯國成為在国王之後英格蘭政界最有权势之人。隨後在1066年，忏悔者爱德华去世后，哈罗德成为国王，将威塞克斯伯國重建为王國。同年，诺曼人征服英格兰後废除了各地的伯國，威塞克斯作为一个政治實體消逝於歷史的洪流之中。今天，威塞克斯成為地理名詞，一般指英国的多塞特郡。

## 威塞克斯王國歷代統治者
| 國王         | 統治期間（西元年） | 備註                                                                                             |
| ------------ | ------------------ | ------------------------------------------------------------------------------------------------ |
| 徹迪克       | 519-534            | 名字可能源自凱爾特布立吞語。                                                                     |
| 金里克       | 534-560            | 徹迪克的兒子或孫子。                                                                             |
| 查乌林       | 560-591            | 金里克之子，名字可能源自凱爾特布立吞語。                                                         |
| 切奧爾       | 591-597            | 金里克之孫，查烏林姪子。                                                                         |
| 切奧爾伍爾夫 | 597-611            | 金里克之孫，切奧爾之弟。                                                                         |
| 基內吉爾斯   | 611–643            | 金里克後代，但被記錄為和其父親不同旁系家族，名字可能源自凱爾特布立吞語。                         |
| 奎切尔姆     | 626–636            | 與基內吉爾斯共治，可能是他兒子。                                                                 |
| 琴瓦爾       | 643–645            | 基內吉爾斯之子，名字可能源自凱爾特布立吞語，被麥西亞國王彭達放逐。                               |
| 彭达         | 645–648            | 麥西亞國王，外來統治者。                                                                         |
| 琴瓦爾       | 648–672            | 復位。                                                                                           |
| 塞克斯伯     | 672–674            | 琴瓦爾之妻，在琴瓦爾晚年與其共治，威塞克斯史上唯一一位女性統治者。                               |
| 埃什溫       | 674–676            | 金里克後代中一支較遠的家族成員。                                                                 |
| 琴特溫       | 676–686            | 傳統上被認為是基內吉爾斯之子（有爭議），被卡德瓦拉罷黜。                                         |
| 卡德瓦拉     | 685–688            | 可能是查烏林後代，篡位者。根據不列顛傳統遜位。                                                   |
| 伊尼         | 688–726            | 查烏林後代，遜位。                                                                               |
| 埃塞尔赫德   | 726–740            | 可能是伊尼的妻舅，第一位非金里克血脈的威塞克斯國王。                                             |
| 卡思雷德     | 740–756            | 可能是埃塞爾赫德的親兄弟。                                                                       |
| 西吉伯特     | 756–757            | 卡斯雷德的遠親，被基內伍爾夫推翻。                                                               |
| 基内伍尔夫   | 757–786            | 被西吉伯特之弟基內赫德刺殺。                                                                     |
| 布里特里克   | 786–802            |                                                                                                  |
| 埃格伯特     | 802–839            | 伊尼之弟的後代。                                                                                 |
| 埃塞尔伍尔夫 | 839–858            | 埃格伯特之子。                                                                                   |
| 埃塞尔博尔德 | 858–860            | 埃塞伍爾夫之子。                                                                                 |
| 埃塞尔伯特   | 860–865            | 埃塞伍爾夫之子。                                                                                 |
| 埃塞尔雷德   | 865–871            | 埃塞伍爾夫之子。                                                                                 |
| 阿尔弗雷德   | 871–899            | 埃塞伍爾夫之子，因抵抗維京人而成為不列顛史上唯一一位被冠以大帝尊稱之王，實權上已統一不列顛諸國。 |
| 爱德华       | 899–924            | 阿爾弗雷德之子。                                                                                 |
| 埃尔夫沃德   | 924                | 有爭議，僅統治大概16天。                                                                         |
| 埃塞尔斯坦   | 924–927            | 於927年統一了不列顛諸國，並自立為英格蘭人的國王，建立英格蘭王國。                                |

927年後的君主請見英格蘭君主列表。

## 延伸閱讀
- Blair, Peter Hunter (17 July 2003). An Introduction to Anglo-Saxon England （页面存档备份，存于） (Third ed.). Cambridge University Press. ISBN 978-0-521-53777-3
- Kirby, D. P.  Revised. London, UK: Routledge. 2000. ISBN 0-415-24211-8.
- Ryan, Martin J. . Higham, Nicholas J.; Ryan, Martin J.  (编). . New Haven, Connecticut: Yale University Press. 2013: 232–70. ISBN 978-0-300-12534-4.
- Thompson, E. Maunde. . Stephen, Leslie  (编).  5. New York: Macmillan and Co.: 80. 1886.
- Williams, Ann. . Williams, Ann; Smyth, Alfred P.; Kirby, D. P.  (编). . Seaby. 1991. ISBN 978-1-85264-047-7.
- Yorke, Barbara. . A&C Black. 1995  [2021-09-16]. ISBN 978-0-7185-1856-1. （原始内容存档于2020-05-03）.